# Geganta Núria Feliu
La geganta Núria Feliu és una figura femenina que representa la cantant Núria Feliu. Porta una faldilla llarga morada, una americana cenyida del mateix color, un collaret i unes arracades vistoses que guarneixen uns cabells curts i rossos, pentinats de la mateixa manera que l'artista. A les mans hi té un ram de violetes, que són les flors que més agraden a la cantant, i la partitura de la «Cançó de Sants», la més popular del seu repertori.
La iniciativa de crear aquesta figura fou de Núria Feliu mateixa, a qui sempre han entusiasmat els gegants, amb motiu d'una celebració doble: els seus setanta anys i els cinquanta de professió. Per això es va posar en contacte amb el mestre imatger Toni Mujal, que es va encarregar de construir la geganta a partir dels dibuixos que havia elaborat Cecília Vidal.
El setembre del 2011 la geganta es va presentar en una cerimònia oficiada pel capgròs mossèn Filomeno, rector de la parròquia de Sant Cristòfol Nen, i va tenir per padrins en Bartomeu i la Maria, Gegants vells de Sants.
Un any més tard l'artista va cedir la geganta al districte de Sants-Montjuïc perquè s'exhibís de manera permanent al Centre Cívic del barri, on es pot visitar des d'aleshores. Sempre que surt en actes i celebracions, tant a la ciutat com a fora, és la colla dels Gegants de Sants l'encarregada de portar-la i fer-la ballar.